# Centro de Confinamiento del Terrorismo
El Centro de Confinamiento del Terrorismo, cuyo acrónimo es CECOT, es un centro penitenciario de máxima seguridad ubicado en Tecoluca (El Salvador). El establecimiento fue construido a fines de 2022 en medio de una ofensiva a gran escala contra las pandillas en el país. El gobierno salvadoreño inauguró la prisión en enero de 2023 y comenzó a albergar a los reclusos el mes siguiente.
Al 11 de junio de 2024, esta macrocárcel tenía una población de 14 532 reclusos; con capacidad para 40 000, se trata de la penitenciaría más grande de América Latina y una de las más grandes del mundo por su número. La instalación ha sido objeto de atención mediática internacional y el gobierno salvadoreño ha permitido la entrada de medios de comunicación a la prisión. CECOT ha recibido elogios por la detención de presuntos pandilleros, así como críticas por presuntos abusos de derechos humanos. La prisión ha aparecido en varios vídeos publicados en redes sociales por el presidente salvadoreño Nayib Bukele.

## Trasfondo y contexto
A partir de la década de 1990, las pandillas callejeras comenzaron a ganar poder e influencia en El Salvador cuando sus miembros empezaron a ser deportados de los Estados Unidos tras la conclusión de la guerra civil salvadoreña. Las dos pandillas callejeras más grandes eran la Mara Salvatrucha (también conocida como MS-13) y la Mara Barrio 18; otras pandillas más pequeñas incluían La Máquina, Mao Mao y Mirada Loca. En El Salvador, estas pandillas reclutaron a jóvenes salvadoreños que se sentían abandonados por el gobierno salvadoreño tras la guerra civil. Para 2020, se estimaba que había 60.000 pandilleros y 400.000 colaboradores en el país. 
Las pandillas adquirieron influencia y ganaron dinero mediante asesinatos, extorsiones, tráfico de drogas y la gestión de negocios. También influyeron en la política nacional al impedir que los candidatos políticos hicieran campaña en ciertos barrios bajo su control  y sus líderes de las pandillas declararon que podrían determinar los resultados de las elecciones. Debido a la violencia de pandillas, El Salvador tenía una de las tasas de homicidios más altas del mundo, alcanzando una tasa máxima de 103 homicidios por cada 100.000 personas en 2015 (la tasa más alta del mundo).

### Políticas contra la delincuencia
Durante las décadas de 1990 y 2000, los diversos gobiernos de la Alianza Republicana Nacionalista (ARENA) buscaron implementar políticas de “mano dura contra la delincuencia” para combatir la propagación de las pandillas. En 2003 y 2004, el gobierno implementó los planes Mano Dura y Mano Super Dura que llevaron al arresto de 30.000 presuntos pandilleros.  En 2012, el gobierno del Frente Farabundo Martí para la Liberación Nacional (FMLN), la Iglesia católica en El Salvador y las pandillas del país acordaron una tregua que inicialmente redujo la tasa de homicidios del país, pero en 2014 ya había flaqueado y los homicidios volvieron a aumentar.  En 2015, la Corte Suprema de Justicia de El Salvador designó a la MS-13 y a Barrio 18 como organizaciones terroristas. 
Entre 2019 y 2020, la tasa de homicidios en El Salvador disminuyó hasta en un 62 por ciento. El presidente salvadoreño Nayib Bukele atribuyó la disminución a su Plan Control Territorial, pero un análisis de 2020 del International Crisis Group (ICG) no encontró "ninguna relación causal" entre la disminución de los homicidios y el Plan Control Territorial. En cambio, el ICG atribuyó la disminución a "entendimientos informales y discretos entre las pandillas y el gobierno"; el gobierno salvadoreño negó la afirmación. En diciembre de 2021, el Departamento del Tesoro de Estados Unidos acusó al gobierno de Bukele de negociar con las pandillas para reducir los homicidios; Bukele negó la acusación.

### Represión de las pandillas salvadoreñas
Entre el 25 y el 27 de marzo de 2022, El Salvador experimentó un episodio de violencia extraordinaria cuando grupos pandilleros perpetraron una serie de homicidios que resultaron en 87 víctimas mortales, alcanzando su punto más crítico el 26 de marzo con 62 fallecimientos, lo que constituyó la jornada con mayor número de asesinatos registrados en un solo día desde la firma de los Acuerdos de Paz en 1992. José Miguel Cruz, director de investigación de la Universidad Internacional de Florida y especialista en seguridad centroamericana, planteó la hipótesis de que este incremento súbito en la violencia podría estar relacionado con el deterioro de presuntos acuerdos no oficiales entre organizaciones criminales y autoridades gubernamentales, aunque esta interpretación ha sido objeto de debate entre analistas debido a la ausencia de evidencia concluyente.
En respuesta a la violencia, la Asamblea Legislativa de El Salvador declaró un estado de excepción que suspendió varios derechos constitucionales y facilitó a las fuerzas de seguridad del país realizar arrestos masivos de presuntos pandilleros.   En los siete meses siguientes se detuvo a unos 55.000 presuntos miembros de pandillas.  : 60 Debido a la gran cantidad de arrestos, Bukele anunció la construcción de una nueva prisión, denominada Centro de Internamiento del Terrorismo (CECOT), con capacidad para 40 000 reclusos para albergar a los arrestados durante la ofensiva antipandillas.  CECOT fue construido por tres empresas (OMNI, DISA y Contratista General de América Latina, S. A. de C. V.)  y su construcción tuvo un costo de US$100 millones.  Cuando CECOT abrió sus puertas en enero de 2023, el gobierno salvadoreño había arrestado a más de 62 000 presuntos pandilleros.

## Centro penitenciario

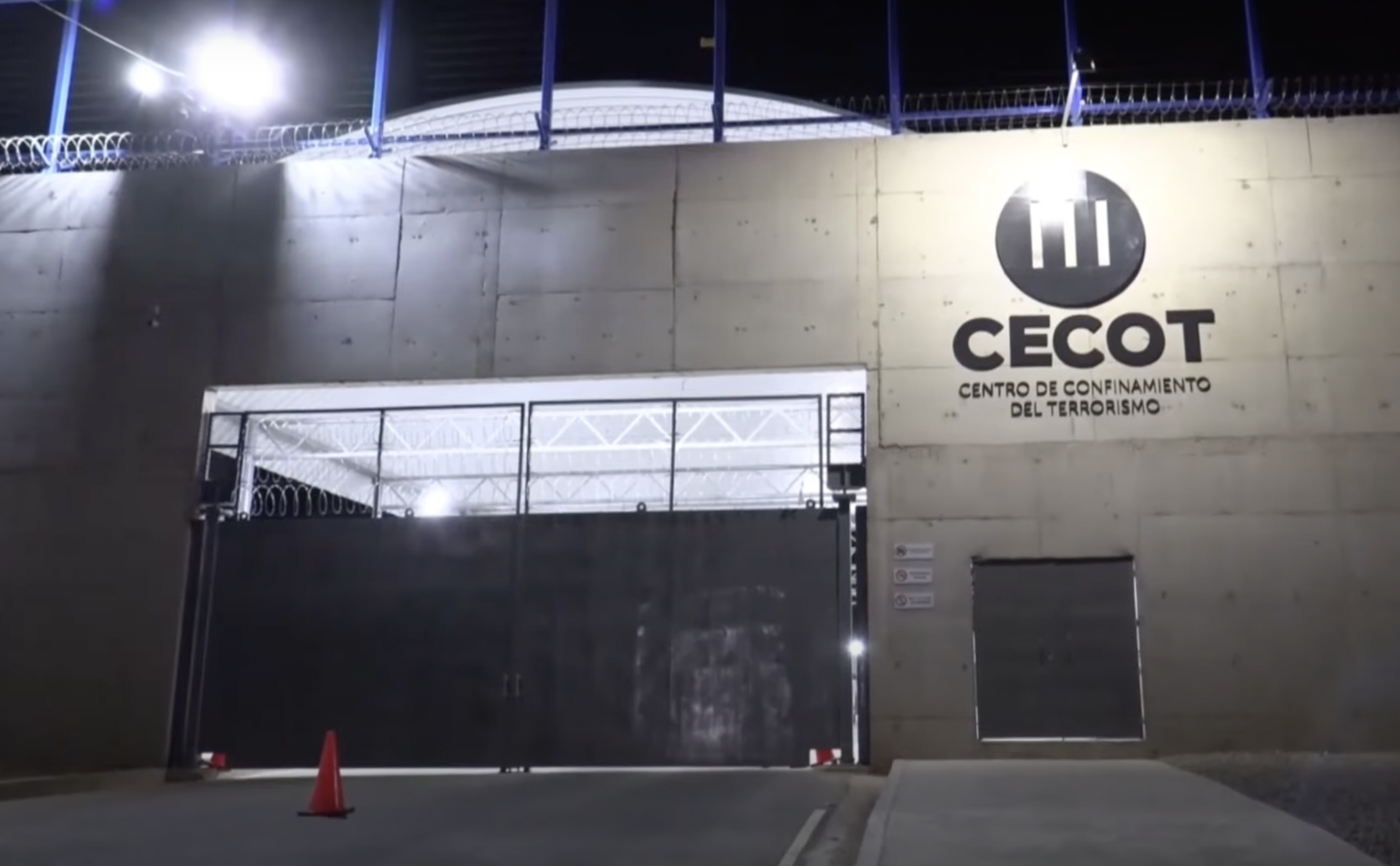
La entrada principal del centro penitenciario.

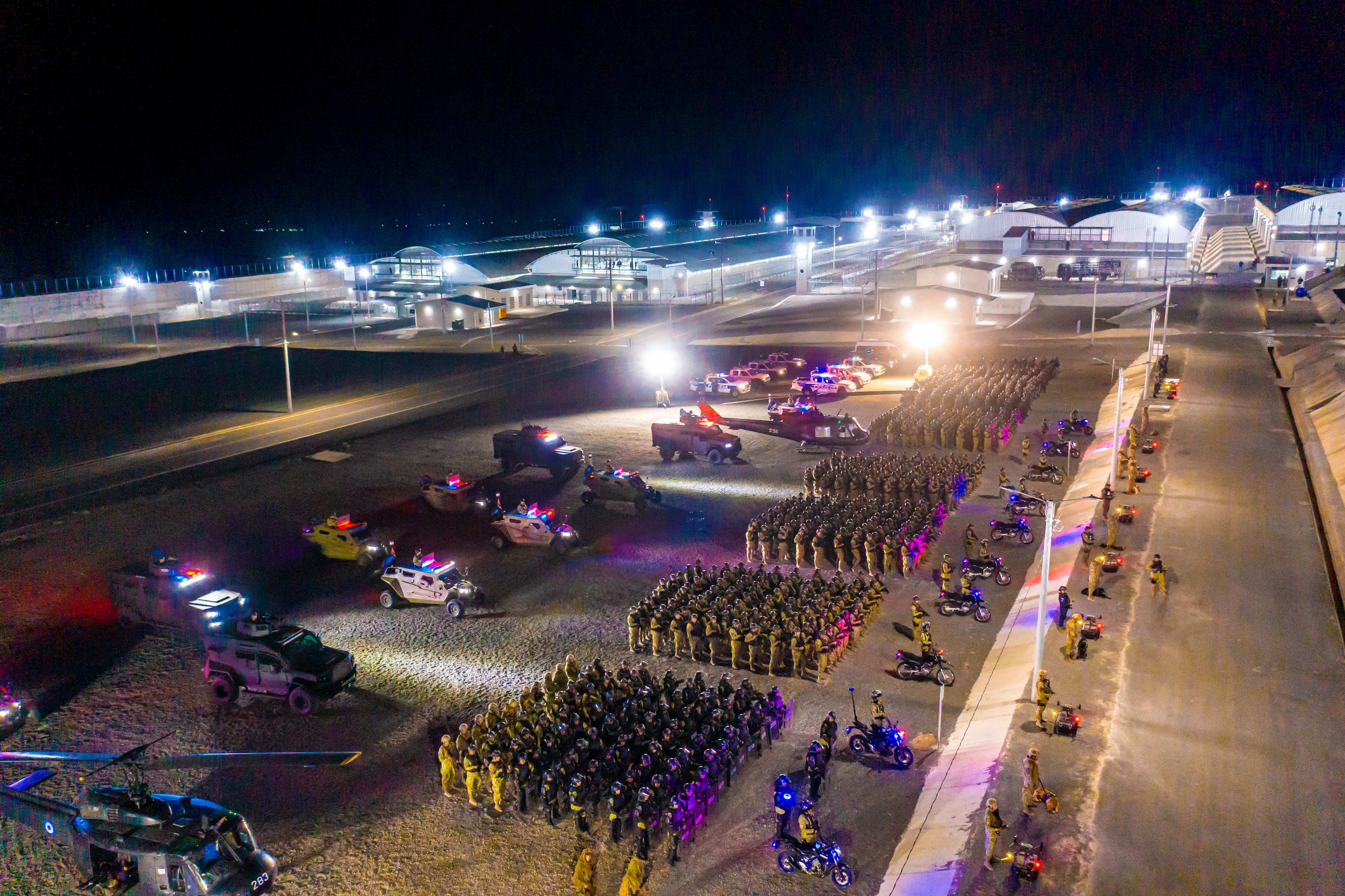
Soldados y policías que atienden la prisión.

La instalación del Centro de Confinamiento de Terrorismo cubre 23 hectáreas y el gobierno salvadoreño supervisa las 140 hectáreas circundantes a la misma. Está ubicada en el distrito de Tecoluca, en un área poco poblada situada en la falda del volcán de San Vicente. El CECOT tiene capacidad para 40 000 reclusos en ocho bloques de celdas; el espacio de las celdas cubre 2,4 hectáreas, con un promedio de 0,6 metros cuadrados de espacio por preso. La prisión está rodeada por diecinueve torres de vigilancia, dos juegos de muros de 3 metros de altura y 60 centímetros de espesor cubiertos con alambre de púas, dos juegos de cercas electrificadas y piso de grava diseñado para hacer que los pasos sean audibles.
Las 256 celdas pueden llegar a albergar hasta 156 reclusos (40,000÷256). En noviembre de 2024 había hasta 20 000 reclusos en el penal, equivalentes a hasta 78 reclusos por celda (20,000÷256). En marzo de 2025, según la Revista SAIS, había entre 65 y 70 reclusos por celda.  Cada celda ofrece 80 literas metálicas de cuatro niveles sin colchones ni sábanas, dos inodoros y dos lavabos. Las celdas están iluminadas con luces artificiales las 24 horas del día. Cada una de ellas está provista de dos Biblias. Cámaras de CCTV y guardias armados vigilan cada celda. Las celdas de confinamiento solitario pueden albergar a los presos hasta quince días y sólo están equipadas con una cama de cemento, un inodoro y un lavabo. Estas celdas son completamente oscuras, salvo por un pequeño agujero en el techo que permite que entre algo de luz.
El CECOT cuenta con 600 soldados y 250 policías, y Belarmino García es su director. El personal penitenciario cuenta con áreas recreativas como un comedor, una sala de descanso y un gimnasio. Todas las personas que ingresan a la prisión son registradas físicamente y con escáneres de rayos X.  Hay personal médico que administra asistencia a los presos dentro de los confines de la prisión.

## Reclusos
Al 11 de junio de 2024, el CECOT tenía 14 532 reclusos. El gobierno salvadoreño no anuncia con frecuencia cuántos presos están encarcelados allí; solo se han realizado unos pocos anuncios públicos de traslados de presos desde la apertura de la prisión. En noviembre de 2024, García estimó que entre 10 000 y 20 000 reclusos estaban alojados en CECOT. Además, los criterios para ser encarcelado no están claros, salvo que alberga a pandilleros de "alto rango". Los miembros de pandillas rivales no están separados; los individuos con diferentes afiliaciones a pandillas se mezclan. Belarmino García ha descrito a los encarcelados en CECOT como "lo peor de lo peor".
Los reclusos solo pueden salir de sus celdas durante 30 minutos para hacer ejercicio, estudiar la Biblia, asistir a audiencias judiciales en línea dentro de la cárcel o ser recluidos en régimen de aislamiento. No se les permite recreación al aire libre, visitas ni llamadas telefónicas. Se les proporciona comida a base de arroz, frijoles, huevos y pasta, pero no se les proporcionan utensilios, ya que la administración de la prisión considera que podrían convertirse en armas. El gobierno salvadoreño no planea liberar a ningún recluso de CECOT y el ministro de Justicia y Seguridad Pública, Gustavo Villatoro, ha declarado que los reclusos recluidos en CECOT nunca regresarán a sus comunidades. Villatoro también descartó programas de rehabilitación para los reclusos de CECOT.
En 2025, el recluso Armando Ábrego alcanzó fama al convertirse en el primer ciudadano salvadoreño prisionero en el CECOT sobre quien se pronunció la Corte Suprema de los Estados Unidos. El gobierno del presidente Donald Trump describió su expulsión como un “error administrativo”. Antes de ser deportado, Ábrego fue detenido por el Servicio de Control de Inmigración y Aduanas a mediados de marzo, bajo la acusación de pertenecer a MS-13. En abril, la juez Paula Xinis ordenó que Ábrego fuese repatriado a los Estados Unidos a más tardar el 7 de abril. Sin embargo, el mismo 7 de abril, la Corte Suprema de los Estados Unidos suspendió temporalmente la orden emitida por Xinis y Ábrego permanecerá en El Salvador.  En algún momento entre marzo y abril, Ábrego dejó de ser reo del CECOT.

### Detención de presos extranjeros
El 3 de febrero de 2025, el presidente Nayib Bukele sostuvo una reunión oficial con Marco Rubio, secretario de Estado de Estados Unidos, durante la cual propuso que El Salvador recibiera y encarcelara en el Centro de Confinamiento del Terrorismo (CECOT) a individuos clasificados como "criminales estadounidenses peligrosos con condenas firmes", a cambio de una compensación económica. Según fuentes oficiales, Rubio habría caracterizado esta propuesta como el "acuerdo migratorio más inédito y extraordinario del mundo". 
El 15 de marzo de 2025, Estados Unidos anunció que deportaría a 300 presuntos pandilleros a El Salvador para ser encarcelados en CECOT utilizando las Leyes de Extranjería y Sedición de 1798. Según el Ministerio de Relaciones Exteriores de El Salvador, la administración de Donald Trump pagaría al gobierno salvadoreño US$6 millones por 300 detenidos extranjeros, que permanecerán retenidos durante un año "en espera de la decisión de Estados Unidos sobre su destino a largo plazo".  James Boasberg, juez principal de la Corte de Distrito de los Estados Unidos para el Distrito de Columbia, bloqueó las deportaciones verbalmente, pero 238 presuntos miembros del Tren de Aragua y 23 miembros de la MS-13 fueron deportados; no está claro si las deportaciones ocurrieron antes o después de que se emitiera la orden. Bukele publicó en Twitter un video de tres minutos donde se ve la llegada de los presos.  El gobierno venezolano condenó la deportación, y Jorge Rodríguez, presidente de la Asamblea Nacional de Venezuela, afirmó que el gobierno "no descansará [...] hasta rescatar a los secuestrados [venezolanos] en El Salvador"  

## Cobertura mediática

### Gobierno salvadoreño

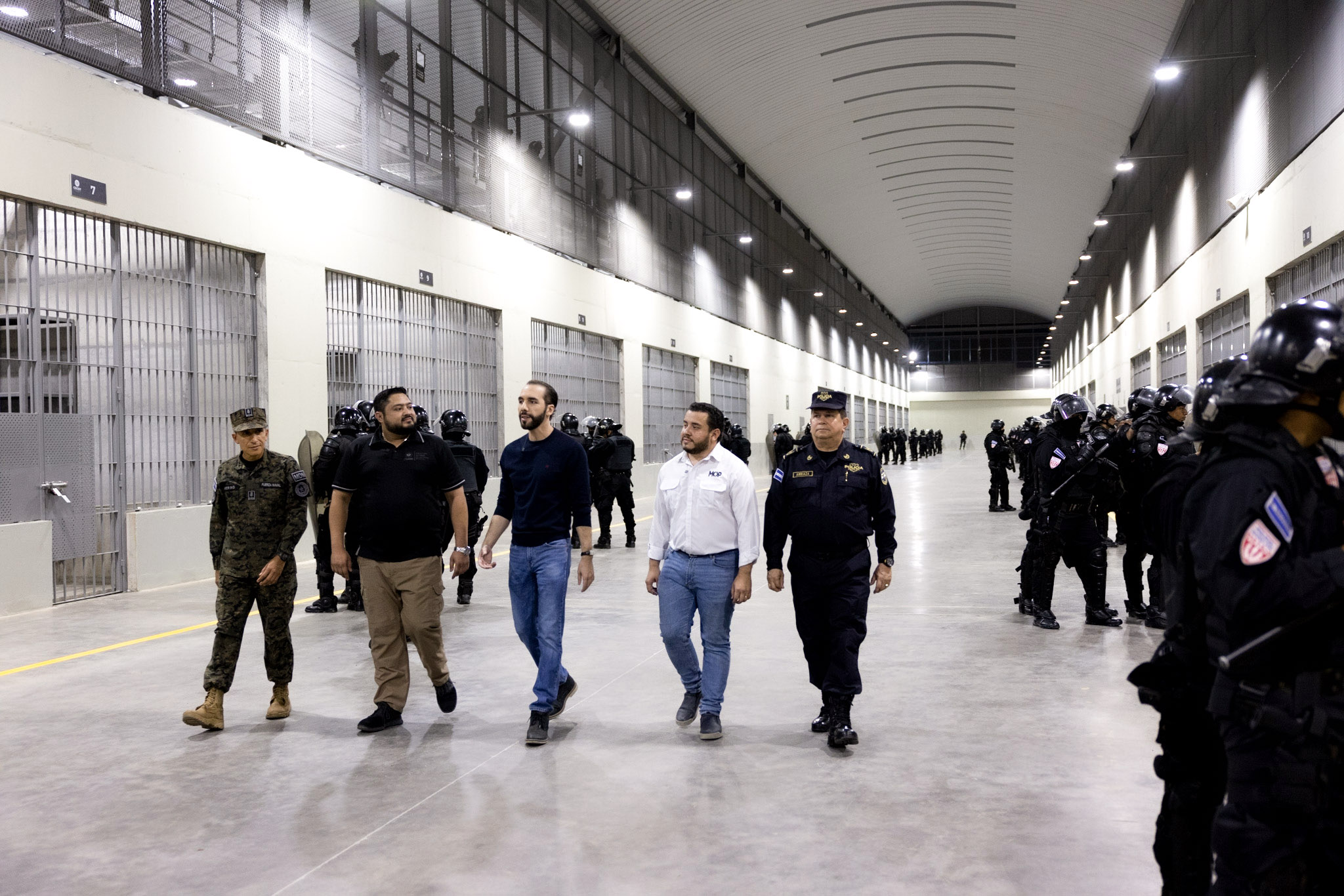
De izquierda a derecha, el ministro de Defensa, René Merino Monroy, el director de Centros Penales, Osiris Luna Meza, el presidente Nayib Bukele, el ministro de Obras Públicas, Romeo Herrera, y el director de la Policía Nacional Civil, Mauricio Arriaza Chicas recorriendo el CECOT.

El 1 de febrero de 2023, Bukele publicó un video en Twitter de él, el director general de Centros Penales Osiris Luna Meza, el director de la Policía Nacional Civil Mauricio Arriaza Chicas, el ministro de la Defensa Nacional René Merino Monroy y el ministro de Obras Públicas Romeo Herrera recorriendo el CECOT antes de su inauguración.   Más tarde ese mes, publicó otro video que mostraba a 2000 prisioneros con la cabeza rapada y vistiendo solo pantalones cortos de deporte blancos siendo transferidos a la prisión.  Bukele publicó videos similares sobre traslados de presos en marzo de 2023,  junio de 2024,  y marzo de 2025. 
En declaraciones públicas, Nayib Bukele ha caracterizado al Centro de Confinamiento del Terrorismo (CECOT) como "la cárcel más criticada del mundo". Por su parte, el ministro de Justicia y Seguridad Pública, Gustavo Villatoro, ha descrito la infraestructura como "el mayor monumento a la justicia que hemos construido jamás", reflejando la postura oficial del gobierno salvadoreño sobre este centro de detención.

### Prensa internacional
Varios medios de comunicación extranjeros cubrieron el primer traslado de reos al CECOT, entre ellos la BBC, The New York Times y The Washington Post. Varios comentaristas en línea también informaron sobre la transferencia.
Marcos Alemán, de The Associated Press, describió a CECOT como la "joya de la corona" de la represión a las pandillas salvadoreñas. María Santacecilia, de DW Español, describió al CECOT como el "emblema de la mano dura de Bukele").  Juan Diego Quesada de El País se refirió a la CECOT como "el Alcatraz de Centroamérica". El CECOT también ha sido calificado como una «megaprisión».    
El gobierno salvadoreño ha ofrecido a nuevos puntos de venta acceso para recorrer el CECOT. En septiembre de 2023, el medio de comunicación colombiano Noticias Caracol se convirtió en el primer medio nuevo autorizado para ingresar a las instalaciones. Desde entonces, otros medios de comunicación han tenido asimismo acceso, como la BBC y la CNN. Algunos creadores de contenido digital también han tenido acceso a las instalaciones. 

## Denuncias de abusos contra los derechos humanos
Los críticos de Bukele han calificado al CECOT de «agujero negro de derechos humanos». La Cruz Roja recomienda que cada preso disponga de 3.4 metros cuadrados de espacio en celda; CECOT ofrece 0.6 metros cuadrados si por celda común llena a capacidad. Martin Horn, ex administrador de la prisión de Isla Rikers en Estados Unidos, afirmó que 40.000 prisioneros son "demasiados para manejarlos en un solo lugar [...] bajo ninguna circunstancia", refiriéndose a la capacidad declarada de la prisión. Según la Prensa Asociada, no hay suficientes literas para cada preso asignado a cada celda; empero, según la Revista SAIS de asuntos internacionales, en marzo de 2025 había unos 65 a 70 reclusos por celda, en celdas de 80 literas cada una.  Así y todo, cuando la BBC le preguntó a García cuál era la capacidad máxima de cada celda, respondió que "donde caben 10 personas, caben 20". 
La BBC también ha indicado que los presos se ven privados de derechos como la recreación al aire libre y las visitas familiares contempladas en las directrices internacionales. Juan Carlos Sánchez, oficial de programas de la Fundación para el Debido Proceso, expresó su preocupación por la calidad de la comida que se sirve en CECOT. También cuestionó el estado del debido proceso ya que en la prisión se encarcelaban tanto a criminales convictos como a individuos sometidos a juicio por sus presuntos delitos. Advierte que los presos podrían “enfermarse física y mentalmente” y “salir con rabia”.  Antonio Durán, juez de primera instancia de Zacatecoluca, afirmó que las condiciones en el CECOT constituyen "tortura".  Zaira Navas, asesora legal de la ONG Cristosal, afirma que es difícil monitorear las condiciones dentro de CECOT y que estas podrían volverse inhumanas y degradantes porque nadie tiene acceso a esa prisión.  Amnistía Internacional expresó su preocupación por que CECOT "podría amenazar los derechos humanos" y que la prisión representaba una "política de encarcelamiento masivo". 
Miguel Sarre, exmiembro del Subcomité de las Naciones Unidas para la Prevención de la Tortura, describió el CECOT como un "pozo de hormigón y acero" utilizado para "eliminar personas sin aplicar formalmente la pena de muerte", señalando que el gobierno no tiene intención de liberar a los reclusos de la prisión.  Kavan Applegate, presidente del comité de diseño de la Asociación Internacional de Correccionales y Prisiones, comentó que CECOT está "almacenando" personas Gustavo Fondevila, profesor de derecho en el Centro de Investigación y Docencia Económicas, describió CECOT como un "proyecto de campaña política, el típico proyecto de campaña de populismo penal puro y duro". 
En respuesta a las críticas sobre presuntos abusos de derechos humanos, García declaró a CNN: «Se ha hablado mucho sobre CECOT y las violaciones de derechos humanos, pero están viendo todo lo que hacemos: asistencia médica, garantizar que sigan el debido proceso [...] toda la operación se basa en el estricto respeto a los derechos humanos».  El 12 de septiembre de 2023, la Corte Suprema de Justicia y la Asamblea Legislativa aprobaron una disposición que permite a los juzgados de Usulután y Cojutepeque -conocidos como juzgados de vigilancia- supervisar los derechos de las personas privadas de libertad en el CECOT. 

## Influencia en otras cárceles y países
El 1 de junio de 2023, Bukele anunció que construiría una prisión similar al CECOT para delincuentes de guante blanco como parte de una «guerra contra la corrupción».  Bukele afirmó que el penal sería conocido como Centro de Confinamiento de la Corrupción (CECOC). 
Políticos y personalidades de otros países hispanos como Chile, Colombia, Costa Rica, España, Guatemala, Honduras, Ecuador y Perú han ejecutado o han pedido ejecutar políticas de seguridad similares a las aplicadas por Bukele.   Antes de las elecciones presidenciales guatemaltecas de 2023, la candidata de la Unidad Nacional de la Esperanza, Sandra Torres, afirmó que construiría dos megacárceles para "acabar con el flagelo de homicidios, asesinatos y extorsiones en nuestro país", mientras que la candidata de Valor, Zury Ríos, prometió establecer al menos tres nuevas cárceles, afirmando que "admira las políticas de seguridad pública que ha implementado [Bukele]". 
En enero de 2024, el presidente ecuatoriano Daniel Noboa anunció que construiría dos cárceles con capacidad para 12.000 reclusos cada una y que seguirían el modelo del CECOT.  En junio de 2024, la presidenta hondureña Xiomara Castro anunció que construiría una prisión con capacidad para 20.000 reclusos siguiendo el modelo del CECOT. 